# Der Schneesturm (1985)
Der Schneesturm ist ein vor Publikum aufgeführtes Theaterstück in drei Akten von Anton Maly aus der Reihe Der Komödienstadel. Das Stück wurde am 14. Dezember 1985 erstmals ausgestrahlt.

## Handlung
Im Winter 1930 tobt ein fürchterlicher Schneesturm und der Straßhof ist von der Außenwelt abgetrennt. Die Bäuerin ist noch nicht zuhause, aber die Loni, die alte Liebe des Bauern, kommt auf den Hof. Diese konnte er damals nicht heiraten, da beide kein Geld hatten. Daher heiratete Bartl die zwanzig Jahre ältere und reiche Marie. Loni heiratete den wesentlich älteren Krämer. Wer über Nacht mit wem schläft bleibt offen. Am Morgen bringt Anderl die Marie zurück auf den Straßhof. Dort wird darüber gestritten, ob die Paare die Nacht zuvor getrennt oder gemeinsam verbracht haben. Es wird versucht das Gesinde hinauszuschicken, Dies ist aber aufgrund der Kälte nur kurzzeitig möglich. Marie hat sich vor der Hochzeit den Hof überschreiben lassen. Somit wäre das Paar Loni und Bartl ohne wirtschaftliche Grundlage. Am Ende bleiben die Paare zusammen. Peter und Mirl verloben sich und wollen den Hof von Peter gemeinsam bewirtschaften.

## Weitere Verfilmungen
Das Theaterstück wurde drei weitere Male verfilmt.
| [ 6 ]                       | Chiemgauer Volkstheater   | Tegernseer Volkstheater | Oberbayerisches Bauerntheater |
| --------------------------- | ------------------------- | ----------------------- | ----------------------------- |
| Titel                       | Wer’s glaubt, wird seelig | Schneesturm             | Schneesturm                   |
| Jahr                        | 1992                      | 2014                    | 1986                          |
| Aufzeichnungsort            | Wolfseehalle Fischbachau  |                         |                               |
| Bartl, Straßhofbauer        | Bernd Helfrich            | Andreas Kern            | Hubert Holzner                |
| Apollonia/Marie, seine Frau | Traudl Oberhorner         | Barbara Kutzer          | Eva Hatzelmann                |
| Peter, Knecht               | Andreas Kern              | Christian Kreß          | Werner Zeussel                |
| Mirl, Magd                  | Michaela Heigenhauser     | Nicola Pendelin         | Karin Neumayr                 |
| Anderl, Krämer              | Hans Stadlbauer           | Hanno Sollacher         | Josef Holzner                 |
| Loni, seine Frau            | Mona Freiberg             | Claudia Mabell          | Conny Glogger                 |

## Hörspiel
Bereits am 7. Februar 1981 sendete der Bayerische Rundfunk eine Hörspielfassung des Theaterstücks.
- Titel: Schneesturm
- Reihe: Der Komödienstadel
- Bearbeitung (Wort): Hans Obermayr
- Komposition und Dirigent: Raimund Rosenberger
- Ensemble: Daxlwanger Musikanten; Gesangsgruppe Egglburg
- Technische Realisierung: Gerhard Lamy
- Regieassistenz: Alexander Malachovsky
- Redaktion und Regie: Olf Fischer
- Länge: 67'10 Minuten

- Sprecher:
  - Max Griesser:	Bartl, Straßhoferbauer
  - Marianne Lindner:	Marie, seine Frau
  - Toni Berger:	Anderl, Krämer
  - Lisa Fitz:	Loni, seine Frau
  - Werner Zeussel:	Peter, Knecht beim Straßhofer
  - Kathi Leitner:	Mirl, Magd beim Straßhofer